# 車路士足球會與列斯聯足球會的競爭

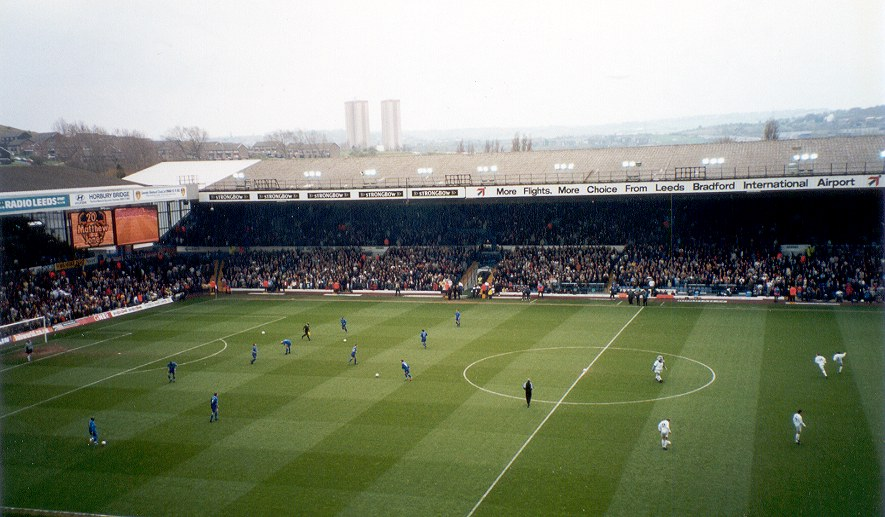
2000年4月1日，列斯聯在主場迎戰車路士

車路士足球會與列斯聯足球會的競爭是指以倫敦為基地的車路士和以約克郡為基地的列斯聯的競爭。在連串的激戰和帶爭議性的賽事過後，競爭在1960年代開始萌芽，兩支球隊在本土和歐洲賽均經常遇上，例如在1970年足總盃決賽，這場賽事被評為其中一場英格蘭足球史上最骯髒的賽事之一。
球會之間的對比也加劇了競爭，概括為「約克郡砂粒對閃光倫敦佬」。球會之間的競爭亦往往蔓延至看台以外，在1970-80年代，英國足球流氓的全盛時期，車路士的車路士獵頭人和列斯聯的列斯聯服務幫都是臭名昭著的足球流氓組織，雙方之間曾經多次發生衝突。
2003年，《足球球迷調查》（Football Fans Census）中，列斯聯的球迷將車路士視為第二大競爭對手，僅次於曼聯。在《車路士官方傳記》（Official Chelsea Biography）中，列斯聯被視為車路士的主要競爭對手之一。雙方球迷的敵意一直沒有消退。

## 歷史
|  | 儘管它們已經不在我們身旁，但是它們總在我們背後。當列斯聯的支持者聚集在任何看台上，他們都會像瓊斯下士在夜晚發出沉重緩慢的腳步聲，他們歌唱有關他們的倫敦佬競爭對手的歌曲「拿起了父親的槍，射擊車路士的人渣們」。車路士的支持者有時也會禮尚往來，歌唱列斯聯討厭的《魯爾水壩進行曲》曲調的輓歌。 |

### 早年
車路士成立於1905年，列斯聯則成立於1919年。兩支球隊在8年內一直在甲乙組徘徊，從未曾相遇，雙方在第二次世界大戰前均從未贏得主要的獎盃。1927年12月10日，雙方在乙級聯賽首次遇上，列斯聯以5-0的比分擊敗對手，次循環在史丹福橋球場以3-2的比分再度擊敗對手，並且升班至甲級聯賽。1952年，雙方在足總盃第五圈遇上，車路士最終在第三場於維拉公園球場舉行的第二次重賽中以5-1的比分擊敗對手。三場賽事總共有差不多15萬人觀看，也出現不少可怕的攔截，不少車路士球員因而受傷，導致車路士需要從後備席換入7名球員。

### 1960年代
兩間球會的競爭在1960年代開始受到注目。在唐·李維的帶領下，列斯聯首次在英格蘭足球界揚名立萬，它們在1969年贏得聯賽冠軍。車路士也是一樣，在汤米·多彻蒂帶領下開始重生，屢次挑戰各項賽事。及後的十年，雙方都在眾多重要且激烈的賽事中相遇。前車路士門將彼得·邦納蒂認為競爭形成的原因是「列斯聯有的是污名...[以及]我們與對方比賽時變得激烈，這是因為我們球員其中也有這樣的人...這異於我們一般的踢球風格。」湯米·鮑德溫則說：「每當我們遇上他們，比數在以前就已經安排好。永遠只是，大家開始發瘋，然後所有人踢的都是對方的球員。」 前列斯聯後衛諾曼·亨特回想自己與前車路士前鋒彼得·奧斯古德之間是一場「巨大的競爭」。彼得·奧斯古德經常被傳是積·查爾頓打算報復而編成臭名昭著的「黑書」的頭號人物，但是積·查爾頓指出其實是另外一位車路士球員。
英格蘭傳統上的南北分裂也加劇了雙方的競爭，兩間球會也有著截然不同的形象和哲學。車路士與時尚有關，例如英皇道、拉寇兒·薇芝和史提夫·麥昆。列斯聯則被認為是憤世嫉俗，但是才華橫溢，而且有自己的風格，有些觀察家視這種風格為「骯髒」。《何時才到星期六》（When Saturday Comes）的達米安·布雷克（Damien Blake）說：「車路士是披頭四（有吸引力的、輪廓鮮明和時尚），列斯聯則是滾石樂隊（粗魯、暴力、性感與瑪麗安·費思富爾外出）。」 約翰·金則認為：「列斯聯被描繪成踢球風格骯髒且倔強的約克郡人...另一方面車路士就是差很遠的倫敦男孩，並獻身於時尚的跟隨者。當列斯聯喝茶和玩牌時，而車路士出去狂飲和追女孩，這延伸至賽事就會演變成戰爭。」
1966年，雙方在足總盃第四圈相遇，57,000名觀眾見證車路士憑博比·坦柏林的入球，以1-0勝出，「年輕的車路士隊抵擋列斯聯幾乎連續的毆打」就是這次賽事的寫照。一年後，他們再度於足總盃相遇，這次是在維拉公園球場舉行的八強戰，競爭變得更加激烈，車路士最終以1-0的比分擊敗對手。在這場殘忍得可怕的賽事中，列斯聯門將加利·史拉克為了爭奪在高處的皮球，而踢向對方中場約翰·博伊爾的臉部，雙方之間的嫌隙持續至三年後的足總盃決賽，而泰利·谷巴的入球則被判越位在先，彼得·羅利馬的遠距離入球亦被指過快開出自由球而被判無效，爭議因此進一步加深。對於是否越位可謂眾說紛紜，然而湯米·多徹蒂承認第二個入球被判有效的話，他也不會有異議。半年後，列斯聯以7-0的比分擊敗主帥在前一日辭職的車路士，這是他們當季最大的比分取勝紀錄。

### 1970年代
1969/70球季，兩間球會對戰六次。在聯賽，列斯聯先後以2-0和5-2的比分擊敗對手。1969年9月20日，在艾蘭路球場舉行的賽事一如以往。《約克郡晚報》的記者悲嘆有太多過早或過晚的攔截，並譴責雙方踢球過於狠毒。賽事中，阿倫·奇勒、積·查爾頓、大衛·韋伯、彼得·赫斯曼、羅恩·哈里斯和阿蘭·博切納爾均因為受傷而退場。車路士後來在聯賽盃重賽扳回一城。雙方在1970年足總盃決賽相遇，最終雙方之間的競爭至此形成。
1970年4月11日，車路士和列斯聯在溫布萊球場對戰，以決定足總盃誰屬。列斯聯普遍被認為是當天表現較佳的隊伍，但是後來伊恩·哈欽森取得入球，最終雙方打成平手，需要重賽，這是自1912以來首次。重賽於奧脫福球場舉行，吸引2千800萬名觀眾收看電視直播，這是足總盃決賽的紀錄，也被譽為是最骯髒的賽事之一。羅恩·哈里斯被委派防守上場最佳球員安迪·格雷，他連串的犯規使安迪·格雷動彈不得。與此同時，積·查爾頓則以膝部和頭撞擊彼得·奧斯古德的腹部，諾曼·亨特和伊恩·哈欽森則互相揮拳，而艾迪·麥克克雷迪則以「功夫」將比利·布藍拿打倒。彼得·邦納蒂則被米克·鍾斯塞進球網，最終他膝部需要包紮，並一瘸一拐地步出球場。
2008年，球證大衞·艾拿尼重溫這場賽事後，說他會出示6張紅牌和12張黃牌。然而，當時的球證埃里克·詹寧斯在兩場賽事中只出示過一張黃牌。休·麥吉爾溫尼寫道：「從當時看來，好像詹寧斯先生在拿出死亡證後才能判罰自由球。」米克·鍾斯一度帶領列斯聯領先，但是在完場前12分鐘，彼得·奧斯古德取得關鍵入球，最終車路士在加時後以2-1的比分擊敗對手。積·查爾頓對於落敗感到非常憤怒，因此在沒有領取亞軍獎牌便已經離開球場。後來，他說道：「這不是一場敗仗，而是敗給車路士。再沒有像我們這樣的兩支競爭球隊，對戰時間超過四或五年了。」
雙方敵意延續至1970年代。《泰晤士報》的杰弗里·格林報導在1971年12月在史丹福橋球場0-0打成平手的惡戰時說道：「與相比足球，這更像是黑手黨仇殺。」1972年，車路士在史丹福橋球場對列斯聯的賽事結束後觀眾席發生騷亂，促使車路士成為英格蘭第一支在看台周圍架設圍欄的球隊。1972/73球季，車路士在季初以4-0的比分取勝的賽事由於連串傷害而導致賽事被玷污。特雷沃·切瑞、克里斯·加蘭和泰利·约拿夫均被出示黃牌，而列斯聯球員大卫·哈维和米克·鍾斯則受傷。

### 1980年代後
1970 年代結束後，兩間球會的成績開始下滑，隨後在乙級聯賽打滾多年。車路士在1975年降班，其後於1979年再度降班。另外，列斯聯在1982年降班，在接著的八年都無法重獲其甲級聯賽的席位。雖然有一段長時間沒有衝擊獎盃（但雙方經常爭取升班），競爭在場外以足球流氓的形式延續。1982/83球季，雙方自四個球季以來首次相遇，153名列斯聯和車路士的足球流氓在倫敦地鐵的皮卡迪利圓環站爆發打鬥而被捕，另外有60名則在賽事期間被捕。1984年4月，車路士以5-0的比分擊敗列斯聯，取得升班甲級聯賽的資格，車路士的支持者數次衝入球場，列斯聯的支持者則打碎史丹福橋球場的計分牌。最終，有41人被捕。2002年，在其他賽事發生球迷騷亂後，時任列斯聯領隊大衛·奧拉利在一場車路士對列斯聯的賽事前促請支持者守秩序 ，雖然已經有更嚴格的監管、在球場引進閉路電視和自1990年代開始所有球場已經全部都是全座位，這意味著觀眾席騷亂在現今來說並不常見。
1990年代，兩間球會迎來各自不同的復興時期，巧合的是同樣附加壞脾氣和被猛烈譴責，相互討厭的特點自30年以來重現。1997年12月，雙方0-0打成平手的賽事中，總共有8名球員被出示黃牌，列斯聯球員加利·基利和艾利夫·夏蘭特被逐。馬丁·立頓形容這場賽事是「倒退至最惡劣的唐·李維時代，重現那時砍刀哈里斯踢擊尊尼·基路士和其他人，使他們都焦頭爛額的情況。」 1998年10月，另一場0-0的和局，總共出現12張黃牌，車路士球員法蘭·拿保夫被逐 。1999年12月，列斯聯作客以2-0的比分擊敗對手，列斯聯球員李·保耶上陣一分鐘已經被出示黃牌，法蘭·拿保夫則再次被逐。2001年11月，雙方自1970年以來首次在盃賽相遇，車路士在這場聯賽盃第四圈的賽事中以2-0的比分擊敗對手，埃聚爾·古莊臣取得入球時，列斯聯球員斯蒂芬·麥克菲爾在場上受傷。其後，車路士球員格雷姆勒·勒索克斯被對方球員阿倫·史密夫擊中臉部，最終被醫護人員以擔架抬離場。
自列斯聯從2003/04球季於英超降班後，雙方再沒有相遇過。兩間球會對上一次相遇是在2004年5月17日，車路士以1-0的比分勝出。球會間的仇恨從前車路士班主和主席肯·碧斯接管列斯聯的事件上也顯露出列斯聯支持者對其的敵視，前車路士隊長丹尼斯·韋斯被任命為領隊時也是如此，最終演變成有節奏地呼喊「車路士滾出列斯」。另一位前車路士球員，曾經擔任時任領隊丹尼斯·韋斯的助教的古斯塔沃·普耶，後來說道：「支持者並不希望我們在是因為與車路士之間的競爭」。

## 賽事
列斯聯 7-0 車路士（1967年10月7日）
六個月前，在足總盃八強戰被車路士淘汰出局後，雙方首次對局中，列斯聯以歷來擊敗車路士的最大比分7-0勝出。時任車路士領隊湯米·多徹蒂於賽前一天請辭，使車路士方寸大亂。艾伯特·約翰內斯遜於5分鐘先開紀錄，其後占美·格連賀夫和積·查爾頓的入球，使列斯聯在14分鐘已經以3-0的比分領先，其後彼得·羅利馬取得入球，列斯聯因而在上半場領先4-0。中場休息後，艾迪·格雷遠射得手，對方球員馬文·韓丁則射入烏龍球，其後列斯聯隊長比利·布藍拿以其最佳球員的表現射入第7球。
車路士 5-0 列斯聯（1984年4月28日）
約翰·奧尼爾帶領，高據排行榜前列的車路士與由艾迪·格雷帶領，位處中游的列斯聯在乙級聯賽相遇。時任列斯聯領隊艾迪·格雷派遺1970年足總盃決賽的兩位倖存者大衛·哈維和彼得·羅利馬上陣，如果這場賽事能夠勝出，將會是自1979年以來首次升班甲級聯賽。相反，如果車路士勝出，就是自1972年以來對列斯聯的首場勝仗，翼鋒米奇·托馬斯的入球，讓車路士取得領先，其後克里·迪克遜大演帽子戲法，加上保羅·簡路維爾於補時階段的入球，車路士最終以5-0的比分擊敗對手。賽事結束後，車路士支持者衝入球場，與此同時列斯聯的支持者則破壞計分牌。

## 數據
| 球會   | 對賽次數 | 勝   | 和   | 負   | 入球 | 失球 | 得失球差 |
| 聯賽   | 聯賽     | 聯賽 | 聯賽 | 聯賽 | 聯賽 | 聯賽 | 聯賽     |
| ------ | -------- | ---- | ---- | ---- | ---- | ---- | -------- |
| 車路士 | 90       | 26   | 25   | 39   | 107  | 136  | -29      |
| 列斯聯 | 90       | 39   | 25   | 26   | 136  | 107  | +29      |
| 足總盃 |          |      |      |      |      |      |          |
| 車路士 | 8        | 5    | 3    | 0    | 17   | 6    | +11      |
| 列斯聯 | 8        | 0    | 3    | 5    | 6    | 17   | -11      |
| 聯賽盃 |          |      |      |      |      |      |          |
| 車路士 | 3        | 2    | 1    | 0    | 5    | 1    | +4       |
| 列斯聯 | 3        | 0    | 1    | 2    | 1    | 5    | -4       |
| 總計   |          |      |      |      |      |      |          |
| 車路士 | 101      | 33   | 29   | 39   | 129  | 143  | -14      |
| 列斯聯 | 101      | 39   | 29   | 33   | 143  | 129  | +14      |

## 榮譽
以下是由車路士和列斯聯贏得的主要賽事。
| 賽事             | 車路士 | 列斯聯 |
| ---------------- | ------ | ------ |
| 甲級聯賽或英超   | 6      | 3      |
| 足總盃           | 7      | 1      |
| 聯賽盃           | 4      | 1      |
| 歐洲聯賽冠軍盃   | 2      | 0      |
| 歐洲盃賽冠軍盃   | 2      | 0      |
| 國際城市博覽會盃 | 1      | 2      |
| 乙級聯賽         | 2      | 3      |
| 英格蘭社區盾     | 4      | 2      |
| 歐洲超級盃       | 2      | 0      |

## 球員轉會
車路士和列斯聯之間有少數直接轉會的例子。首次是在1991年，左閘東尼·杜利高以130萬英鎊從車路士加盟列斯聯。車路士從未於列斯聯購買年紀較大的球員，然而他們卻曾經在2006年爭議性地簽入兩名年列斯聯青年球員湯·泰禾和米高·活士。鄧肯·麥堅時、米奇·托馬斯、雲尼·鍾斯、特里·費倫、大衛·霍普金、大衞·洛卡素、占美·弗洛伊德·哈索賓基和托雷·安德列·費奧都曾經效力兩支球會。

### 從車路士加盟列斯聯
| 球員          | 轉會日期  | 轉會費     | 參考   |
| ------------- | --------- | ---------- | ------ |
| 東尼·杜利高   | 1991年6月 | £1,300,000 |        |
| 丹尼·格兰维尔 | 1998年6月 | £1,600,000 | [ 46 ] |
| 米高·杜貝利   | 1999年6月 | £4,600,000 | [ 47 ] |
| 喬迪·莫里斯   | 2003年7月 | 免費       | [ 48 ] |
| 尼爾·蘇利雲   | 2004年7月 | 免費       | [ 49 ] |